# Фенікс (роман Ягупової)
«Фенікс» (рос. Феникс) — науково-фантастичний роман української радянської письменниці Світлани Ягупової, вперше надрукований 1988 року російською мовою.

## Сюжет
Події роману розгортаються в двох часових лініях: в близькому майбутньому — в місті Інтернополі, а також у віддаленому майбутньому, через декілька століть на планетій Еспрея, яку колонізували вихідці з Землі.
Головна героїня роману, Айка, 17-річна дівчина. Вона з дитинства позбавлена здатності рухатися, але здійснює подорожі свідомістю на Есперейю, планету, де людство побудувало суспільство без насильства й експлуатації, а також здатне відроджувати своїх предків.

## Відзнаки
У 1990 році за фантастичний роман «Фенікс» Федерація Космонавтики СРСР нагородили Світлану Ягупову почесним Дипломом «за великий внесок у пропаганду досягнень Радянської космонавтики та патріотичне виховання молоді».